# Phrurolithus camawhitae
Espèce
Phrurolithus camawhitae est une espèce d'araignées aranéomorphes de la famille des Phrurolithidae.

## Distribution
Cette espèce est endémique du Nouveau-Mexique aux États-Unis,. Elle se rencontre dans le comté d'Otero.

## Description
Le mâle holotype mesure 2,46 mm et la femelle paratype 2,75 mm.

## Étymologie
Son nom d'espèce lui a été donné en référence au lieu de sa découverte, Camp Mary White.

## Publication originale
- Gertsch, 1935 : New American spiders with notes on other species. American Museum novitates, no 805, p. 1-24 (texte intégral).